# Olle Håkansson
Olle Håkansson (22 febbraio 1927 – 11 febbraio 2001) è stato un calciatore svedese, di ruolo centrocampista.